# 蕭如松
蕭如松（1922年9月20日—1992年4月14日），新竹縣竹東鎮人，台灣客家籍當代水彩畫家，皇民化運動時期曾改姓名為並河武松。於1950年起，畫風大致以印象、立體、野獸派等藝術作品，並融合傳統東方書法的線條與筆觸，創出獨樹一格的繪畫風格。先後多次參加省展、台陽展、青雲展、全省教職員美展均獲獎，並得到省展免審查的認定。

## 生平
1922年出生於臺北市艋舺(今臺北市萬華區)，本籍為新竹縣北埔鄉，原從小講日語，後因政權迭替下，才開始自修華語以謀職為生。返鄉後，就讀於新竹師範學校（今國立清華大學南大校區）演習科，便長居於新竹縣竹東鎮，近半個世紀以來不曾離開過。年幼時因接受日式教育，影響其日後一絲不苟的“蕭氏美術課”作風，凡是上美術課前必須先打掃教室，使受教學子深刻印象；在生活態度中，早上五點起床，七點準時到校的規律生活，亦獲得“叫太陽起床的人”之稱號。同時熱愛鄉土，深耕台灣，後成為“新竹縣之美詮釋者”；更成為台灣美術史上有影響力的水彩畫家。

## 作品風格
蕭如松先生之畫風大致以印象、立體、野獸派等藝術作品，其風景畫以“畫我家鄉”、“膠彩水墨畫”獨樹一格，並與其他風格交錯並行；繪畫風格可分青年、中年、晚年之三個年齡時期：

### 青年時期
- 早期與野獸派風格：《野草》、《檸檬》、《凌晨瓦窯場》、《崖》、《洋蘭》等作品。

### 中年時期
- 抽象幾何風格：《室內》、《靜物》、《窗邊》等作品。
- 玻璃與窗的對話風格：《風景》、《絲瓜》、《畫室》、《靜物》、《綠蔭》等作品。
- 藍青色時期：《燕麥》、《草莓》等作品。
- 橢圓形時期：《面盆寮所見》、《雨季》、《哈密瓜》、《夜市》等作品。
- 人物群像時期：《春》、《人物》等作品。
- 焦彩水墨畫：《信》、《仕女逛畫廊》等作品。
- 畫我家鄉：《山》、《頭前溪》等作品。

### 晚年時期
- 簡素化變形時期：《少女》、《窗》、《噴水池》等作品。

## 年表
以下為蕭如松先生之年表，期間參與無數次美術展(未納入此年表)、活動，以下表所示該年事件:
| 年份   | 事件 |
| ------ | --- |
| 1922年 | 9月20日出生於臺北市艋舺(今臺北市萬華區)                                                                              |
| 1929年 | 就讀臺北市南門尋常小學校（1929年至1935年）                                                                           |
| 1935年 | 就讀臺北州立臺北第一中學校（1935年至1940年）                                                                         |
| 1939年 | 入選第五屆臺陽美展                                                                                                   |
| 1940年 | 考取臺北第二師範，就讀臺灣總督府新竹師範演習科（1940年至1942年）                                                     |
| 1942年 | 新竹師範畢業，以皇民化運動中改的日本姓名並河武松之名分配至高雄千歲國民學校（今河濱國小）任教（1942年3月至1945年7月） |
| 1943年 | 結識鄞廷憲先生 |
| 1945年 | 因身體不佳回新竹療養。至新竹縣竹東鎮竹東國小任教（1945年11月至1948年11月）                                           |
| 1946年 | 新竹市美展入選、新竹市書道入選；任新竹市國民學校美術專科指導委員會圖畫科指導員                                       |
| 1949年 | 與陳翠霞女士結婚；至臺北市福星國校任教（1949年2月至1950年3月）；參加第十二屆臺陽美展                                 |
| 1950年 | 至新竹縣竹東鎮中山國小任教（1950年4月至1951年7月）                                                                   |
| 1951年 | 至新竹縣竹東鎮芎林國中任教1951年10月至1958年7年）                                                                    |
| 1952年 | 參加新竹縣第二屆美術展覽會社會組圖畫部成績優異；榮獲新竹縣美術展優秀作家獎；與李澤藩教授出席新竹縣展覽會             |
| 1953年 | 長子蕭正竹誕生 |
| 1954年 | 參加第八屆青雲美展入會青雲美術協會為會員                                                                             |
| 1955年 | 任新竹縣美展審查委員                                                                                                 |
| 1956年 | 榮獲新竹縣政府「學術研究」獎                                                                                         |
| 1957年 | 榮獲臺北第三屆西區扶輪社美術獎；榮獲台灣省政府教育廳優良教師獎                                                       |
| 1958年 | 至新竹縣縣立竹東中學任教（1958年8月至1961年7月）                                                                     |
| 1961年 | 至新竹縣省立竹東高級中學任教（1961年8月至1988年2月）                                                                 |
| 1964年 | 入台陽美術協會為會員                                                                                                 |
| 1968年 | 設計竹東高中校園雕塑作品「鐘台」                                                                                     |
| 1972年 | 榮獲台灣省政府教育廳，工作屆滿卅年獎；榮獲中國畫學會六一年度最優水彩畫金爵獎                                         |
| 1973年 | 九月廿八日，榮獲台灣省政府教育廳特殊優良教師獎                                                                       |
| 1975年 | 參加第三十屆省展任評審委員                                                                                           |
| 1976年 | 參加第卅一屆省展任評審委員                                                                                           |
| 1978年 | 參加第卅三屆省展任評審委員                                                                                           |
| 1979年 | 參加第卅四屆省展任評審委員                                                                                           |
| 1980年 | 參加第卅五屆省展任評審委員；參加六十九年度文藝季活動-歷屆省展得主作家邀請展                                          |
| 1982年 | 九月榮獲台灣省立竹東高級中學教師楷模，同月十四日，榮獲台灣省資深教師師鐸獎                                           |
| 1984年 | 二月廿九日「馬公輪」沈船 事件，致使生平最大幅的作品慘遭沉淪。                                                        |
| 1985年 | 一月，參加中日美術展榮獲行政院一等服務獎章證書；五月卅日，榮獲新竹縣政府指導學生美術獎                               |
| 1988年 | 二月，新竹縣省立竹東高中退休                                                                                         |
| 1990年 | 參加第四十五屆省展任評審委員                                                                                         |
| 1991年 | 十一月十四日，榮獲第十四屆吳三連文藝獎（西畫類）；十一月廿一日，李登輝總統接見第十四屆吳三連文藝獎得獎人             |
| 1992年 | 參加第四十七屆省展任評審委員；四月十四日上午七時，心肌梗塞病逝家中                                                   |

## 名言
蕭如松先生參加過44次省展、46次 台陽展、32次青雲美展、教職員美展、青文美展，以及國際性美術展覽等；作品高達四百九十七件，是一位卓越之實踐美術畫家。以下，為蕭如松先生於1980年11月30日對自己承諾所言:
|  | 我這一生也不過只是一個業餘畫家(amateur)，有些悲哀、有些可笑。不管怎麼樣，我都會盡力而為。 |

## 家族
蕭如松的家族是南埔蕭家，開臺祖是九世祖蕭特楊:114。蕭如松祖父蕭維翰是第十三世，父親蕭祥安是第十四世:114。
蕭如松之父蕭祥安是律師，母親是羅甜妹:132。蕭如松為兩人的四子:132。
蕭如松之妻陳翠霞是竹東石壁潭地紳陳東藏的長女，畢業於臺北第二女子中學:134。雙方在1949年結婚後育有一子蕭正竹（1953年出生），於日本任職牙醫:134。

## 外部連結
- 蕭如松藝術園區官網
- 蕭如松網路美術館 （页面存档备份，存于）